# Michel Debré
Michel Debré (ur. 15 stycznia 1912 w Paryżu, zm. 2 sierpnia 1996 w Montlouis-sur-Loire) – francuski polityk, prawnik i samorządowiec, działacz ruchu oporu, członek ugrupowań gaullistowskich, parlamentarzysta i minister, premier Francji w latach 1959–1962.

## Życiorys
Kształcił się w Lycée Montaigne i w Lycée Louis-le-Grand, ukończył École libre des sciences politiques oraz prawo na Uniwersytecie Paryskim. Od 1934 pracował jako audytor w Radzie Stanu, a także w gabinecie ministra Paula Reynauda. W 1939 zmobilizowany, w czerwcu 1940 dostał się do niewoli niemieckiej, skąd uciekł we wrześniu tegoż roku. Przez pewien czas przebywał w Maroku, gdzie współpracował z Emmanuelem Monickiem. Po powrocie do Francji działał w ruchu oporu, związany z Wolną Francją, był członkiem kierownictwa ruchu Ceux de la Résistance.
W 1944 mianowany regionalnym komisarzem z siedzibą w Angers. Następnie zajął się opracowaniem statutów instytutów nauk politycznych oraz École nationale d’administration. W 1946 bezskutecznie ubiegał się o mandat deputowanego. Pracował następnie nad statutem Protektoratu Saary, po czym w 1947 został sekretarzem generalnym do spraw niemieckich i austriackich. W 1948 został członkiem Rady Republiki jako przedstawiciel departamentu Indre i Loara. W wyższej izbie francuskiego parlamentu zasiadał jako senator do 1958. Wieloletni członek kolejnych formacji tworzonych przez środowisko skupione wokół Charles’a de Gaulle’a lub odwołujące się do gaullizmu. Działał w Rassemblement du peuple français, Républicains sociaux, Union pour la nouvelle République, Unii Demokratów na rzecz Republiki i Zgromadzeniu na rzecz Republiki. Między 1951 a 1992 był radnym departamentu.
W czerwcu 1958, gdy Charles de Gaulle stanął na czele rządu, Michel Debré objął urząd ministra sprawiedliwości. Odpowiadał za przygotowanie nowej konstytucji, której przyjęcie ustanowiło V Republikę, a także za reformy wymiaru sprawiedliwości. W styczniu 1959 przeszedł na stanowisko premiera, które zajmował do kwietnia 1962. W okresie tym doszło m.in. do zakończenia wojny algierskiej i utworzenia Centre National d’Études Spatiales.
W 1962 bezskutecznie ubiegał się o wybór na posła w jednym z okręgów swojego departamentu. Mandat deputowanego do Zgromadzenia Narodowego po raz pierwszy uzyskał w następnym roku w wyborach uzupełniających, kandydując w departamencie Reunion. Z powodzeniem ubiegał się tam o reelekcję na kolejne kadencje w 1967, 1968, 1973, 1978, 1981 i 1986. W latach 1966–1989 był merem Amboise.
W styczniu 1966 powrócił w skład rządu jako minister gospodarki i finansów. W maju 1968 przeszedł na urząd ministra spraw zagranicznych. Następnie od czerwca 1969 do marca 1973 był ministrem stanu oraz ministrem obrony. W latach 1979–1980 wykonywał mandat deputowanego do Parlamentu Europejskiego I kadencji. W 1981 kandydował w wyborach prezydenckich bez rekomendacji głównych sił gaullistowskich, które wspierały Jacques’ Chiraca. W pierwszej turze głosowania otrzymał 1,7% głosów. W 1988 odszedł z francuskiego parlamentu. W tym samym roku wybrany na członka Akademii Francuskiej.

## Odznaczenia
Odznaczony m.in. Legią Honorową III klasy, Krzyżem Wojennym oraz Medalem Ruchu Oporu z Rozetką.

## Życie prywatne
Wnuk malarza Édouarda Debat-Ponsana. Syn pediatry Roberta Debré i Jeanne Debat-Ponsan. Był żonaty z Anne-Marie Lemaresquier. Miał czterech synów: Vincenta, François (pisarza) oraz bliźniaków Jeana-Louisa i Bernarda, którzy również zajęli się działalnością polityczną.